# Asturasoma chapmani
Asturasoma chapmani es una especie de miriápodo cordeumátido de la familia Chamaesomatidae endémica del norte de la España peninsular (Asturias).